# Morti nel 1998/Settembre
| Questa pagina contiene informazioni ricavate automaticamente dalle voci biografiche con l'ausilio del template Bio e di un bot. L'aggiornamento è periodico e automatico e ricostruisce completamente la pagina. Se manca una persona in questa lista, sei pregato di non aggiungerla, ma accertati piuttosto che la sua voce biografica contenga il template Bio e che i dati anagrafici siano correttamente compilati. Se il template Bio manca, inseriscilo tu stesso o, in alternativa, metti l'avviso {{tmp\|Bio}} che ne segnala la mancanza. Se i dati riportati sono sbagliati, correggi direttamente la voce biografica; le modifiche saranno visibili in questa lista entro pochi giorni. Per chiarimenti vedi il progetto biografie. La lista contiene solo le 98 persone che sono citate nell'enciclopedia e per le quali è stato implementato correttamente il template Bio. Pagina aggiornata al 3 mar 2024. |

- 2 settembre - Jackie Blanchflower, calciatore nordirlandese (n. 1933)
- 2 settembre - Allen Drury, scrittore e giornalista statunitense (n. 1918)
- 2 settembre - Vincent de Paul Phạm Văn Dụ, vescovo cattolico vietnamita (n. 1922)
- 4 settembre - Hans Brenner, attore austriaco (n. 1938)
- 4 settembre - Igor' Vladimirovič Sorin, attore e chitarrista russo (n. 1969)
- 4 settembre - Inge Scholl, scrittrice tedesca (n. 1917)
- 5 settembre - Felix Morisseau-Leroy, scrittore haitiano (n. 1912)
- 5 settembre - Verner Panton, designer danese (n. 1926)
- 5 settembre - Leo Penn, attore e regista statunitense (n. 1921)
- 5 settembre - Billy Soose, pugile statunitense (n. 1915)
- 6 settembre - Ernst-Hugo Järegård, attore svedese (n. 1928)
- 6 settembre - Akira Kurosawa, regista, sceneggiatore e montatore giapponese (n. 1910)
- 6 settembre - Elaine Shepard, attrice e giornalista statunitense (n. 1913)
- 6 settembre - Louis Van Parijs, nuotatore belga (n. 1908)
- 7 settembre - Mario Bardi, pittore e artista italiano (n. 1922)
- 7 settembre - André Bonin, schermidore francese (n. 1909)
- 8 settembre - Komla Agbeli Gbedemah, politico ghanese (n. 1912)
- 8 settembre - Leonid Kinskey, attore russo (n. 1903)
- 8 settembre - Tryfon Tzanetis, allenatore di calcio e calciatore greco (n. 1918)
- 8 settembre - Howard Vocke, cestista statunitense (n. 1915)
- 9 settembre - Lucio Battisti, cantautore e compositore italiano (n. 1943)
- 9 settembre - Eleanor Garatti, nuotatrice statunitense (n. 1909)
- 9 settembre - Mariano Martín, calciatore spagnolo (n. 1919)
- 10 settembre - Mahmoud Hassan, lottatore egiziano (n. 1919)
- 11 settembre - Paku Alam VIII, sovrano e politico indonesiano (n. 1910)
- 11 settembre - Dane Clark, attore statunitense (n. 1912)
- 11 settembre - Carlos Guimard, scacchista argentino (n. 1913)
- 11 settembre - Malcolm Skey, scrittore, critico letterario e traduttore britannico (n. 1944)
- 12 settembre - Ángel Chiclana, italianista e traduttore spagnolo (n. 1935)
- 12 settembre - Ilario Fiore, giornalista e scrittore italiano (n. 1925)
- 12 settembre - Azem Hajdari, politico albanese (n. 1963)
- 12 settembre - Henry Spira, attivista statunitense (n. 1927)
- 13 settembre - Giuseppe Boffa, giornalista, storico e politico italiano (n. 1923)
- 13 settembre - Alois Grillmeier, cardinale tedesco (n. 1910)
- 13 settembre - Frans Hogenbirk, allenatore di calcio e calciatore olandese (n. 1918)
- 13 settembre - Owen Horwood, politico sudafricano (n. 1916)
- 13 settembre - Antonio Núñez Jiménez, rivoluzionario, politico e geografo cubano (n. 1923)
- 13 settembre - George Wallace, politico statunitense (n. 1919)
- 14 settembre - Johnny Adams, cantante statunitense (n. 1932)
- 14 settembre - Odette De Wynter, notaia belga (n. 1927)
- 14 settembre - Sue Geh, cestista australiana (n. 1959)
- 14 settembre - Fred Korth, politico statunitense (n. 1909)
- 14 settembre - Yang Shangkun, politico e militare cinese (n. 1907)
- 15 settembre - Fred Alderman, velocista statunitense (n. 1905)
- 15 settembre - Leo Boethin, missionario filippino
- 15 settembre - Barrett Deems, batterista statunitense (n. 1914)
- 15 settembre - René Ferrier, calciatore francese (n. 1936)
- 15 settembre - Viljo Heino, mezzofondista finlandese (n. 1914)
- 16 settembre - Egidio Ariosto, politico italiano (n. 1911)
- 16 settembre - Nibbio Bacci, calciatore italiano (n. 1923)
- 16 settembre - Luigi Gianoli, scrittore, critico musicale e giornalista italiano (n. 1918)
- 16 settembre - Aleksandr Michajlovič Zguridi, regista cinematografico sovietico (n. 1904)
- 17 settembre - William Albright, compositore, pianista e organista statunitense (n. 1944)
- 17 settembre - Mario Barera, calciatore italiano (n. 1921)
- 17 settembre - Gustav Nezval, attore ceco (n. 1907)
- 18 settembre - Kurt Hager, politico e giornalista tedesco (n. 1912)
- 18 settembre - Erik Holmberg, calciatore e allenatore di calcio norvegese (n. 1922)
- 19 settembre - Patricia Hayes, attrice britannica (n. 1909)
- 19 settembre - Ran Laurie, medico e canottiere inglese (n. 1915)
- 20 settembre - Antonino Drago, politico italiano (n. 1924)
- 20 settembre - Silvio Geuna, politico, giornalista e religioso italiano (n. 1909)
- 20 settembre - Muriel Humphrey Brown, politica statunitense (n. 1912)
- 21 settembre - Clara Calamai, attrice italiana (n. 1909)
- 21 settembre - Florence Griffith-Joyner, velocista statunitense (n. 1959)
- 21 settembre - Giovanni Ingellis, autore di giochi italiano (n. 1951)
- 21 settembre - Vladimir Pochil'ko, psicologo, imprenditore e autore di videogiochi russo (n. 1954)
- 21 settembre - Arto Tiainen, fondista finlandese (n. 1930)
- 22 settembre - Alberto Berri, cantante italiano (n. 1923)
- 23 settembre - Ray Bowden, calciatore inglese (n. 1909)
- 23 settembre - Mary Frann, attrice statunitense (n. 1943)
- 23 settembre - Bruno Tussani, calciatore italiano (n. 1922)
- 23 settembre - Héctor Vilches, calciatore uruguaiano (n. 1926)
- 24 settembre - Rosendo Balinas, scacchista filippino (n. 1941)
- 24 settembre - Ardalion Ignat'ev, velocista sovietico (n. 1930)
- 24 settembre - Jeff Moss, compositore, paroliere e scrittore statunitense (n. 1942)
- 25 settembre - Rino Filippini, direttore della fotografia italiano (n. 1920)
- 25 settembre - Luigi Ioculano, medico italiano (n. 1941)
- 25 settembre - Piero Pombia, calciatore italiano (n. 1924)
- 26 settembre - Giovanni Barbini, ufficiale italiano (n. 1901)
- 26 settembre - Betty Carter, cantante statunitense (n. 1929)
- 26 settembre - Luigi Gullo, politico italiano (n. 1917)
- 26 settembre - Giovanni Maria Sartori, arcivescovo cattolico italiano (n. 1925)
- 27 settembre - Vincent Barbi, attore italiano (n. 1912)
- 27 settembre - Edward Jefferys, velocista sudafricano (n. 1936)
- 28 settembre - Raffaele Arecco, pittore e incisore italiano (n. 1916)
- 28 settembre - Elio Bramanti, calciatore italiano (n. 1913)
- 28 settembre - Heinz Dörmer,  tedesco (n. 1912)
- 28 settembre - Fiamma Ferragamo, stilista e imprenditrice italiana (n. 1941)
- 28 settembre - Antonio Galiè, tenore italiano (n. 1925)
- 28 settembre - Olle Länsberg, scrittore e sceneggiatore svedese (n. 1922)
- 28 settembre - Marcel Pourbaix, chimico belga (n. 1904)
- 28 settembre - Aurelio Sorrentino, arcivescovo cattolico italiano (n. 1914)
- 29 settembre - Bruno Munari, artista, designer e scrittore italiano (n. 1907)
- 29 settembre - Albert Streckeisen, geologo e mineralogista svizzero (n. 1901)
- 30 settembre - Laurie Brown, allenatore di calcio e calciatore inglese (n. 1937)
- 30 settembre - Frank Forberger, canottiere tedesco (n. 1943)
- 30 settembre - Marius Goring, attore britannico (n. 1912)
- 30 settembre - Robert Lewis Taylor, scrittore statunitense (n. 1912)